# Récardo Bruins Choi
Récardo Bruins Choi (ur. 3 grudnia 1985 w Seulu) – koreańsko-holenderski kierowca wyścigowy.

## Kariera
Choi rozpoczął karierę w wyścigach samochodowych w roku 2004, od startów w Holenderskiej Formule Renault. Dorobek 63 punktów dał mu dziesiątą pozycję w klasyfikacji generalnej. W późniejszych latach startował także w Nordyckiej Formule Renault, Niemieckiej Formule Renault, Niemieckiej Formule 3 oraz w Azjatyckiej Formule V6. W Formule 3 Euro Series wystartował w 2006 roku z holenderską ekipą Van Amersfoort Racing, jednak nigdy nie zdobywał punktów.

## Statystyki
| Sezon | Seria                       | Zespół                | Wyścigi | Zwycięstwa | PP | NO | Podium | Punkty | Pozycja |
| ----- | --------------------------- | --------------------- | ------- | ---------- | -- | -- | ------ | ------ | ------- |
| 2004  | Holenderska Formuła Renault |                       |         |            |    |    |        | 53     | 10      |
| 2005  | Holenderska Formuła Renault | Van Amersfoort Racing | 12      | 0          | 1  |    | 5      | 133    | 3       |
| 2005  | Niemiecka Formuła Renault   | Van Amersfoort Racing | 10      | 1          | 1  | 3  | 2      | 146    | 11      |
| 2005  | Nordycka Formuła Renault    | Van Amersfoort Racing | 2       | 0          | 0  |    | 1      | 20     | 10      |
| 2006  | Recaro Formel 3 Cup         | Van Amersfoort Racing | 18      | 0          | 0  | 1  | 2      | 38     | 7       |
| 2006  | Formuła 3 Euro Series       | Van Amersfoort Racing | 2       | 0          | 0  | 0  | 0      | 0      | NS      |
| 2006  | Masters of Formula 3        | Van Amersfoort Racing | 1       | 0          | 0  | 0  | 0      | N/A    | 31      |
| 2007  | ATS Formel 3 Cup            | Van Amersfoort Racing | 18      | 2          | 2  | 2  | 6      | 95     | 4       |
| 2008  | Azjatycka Formuła V6        | E-Rain Racing         | 4       | 0          | 0  | 0  | 0      | 14     | 10      |